# アンジャネット・カッティル

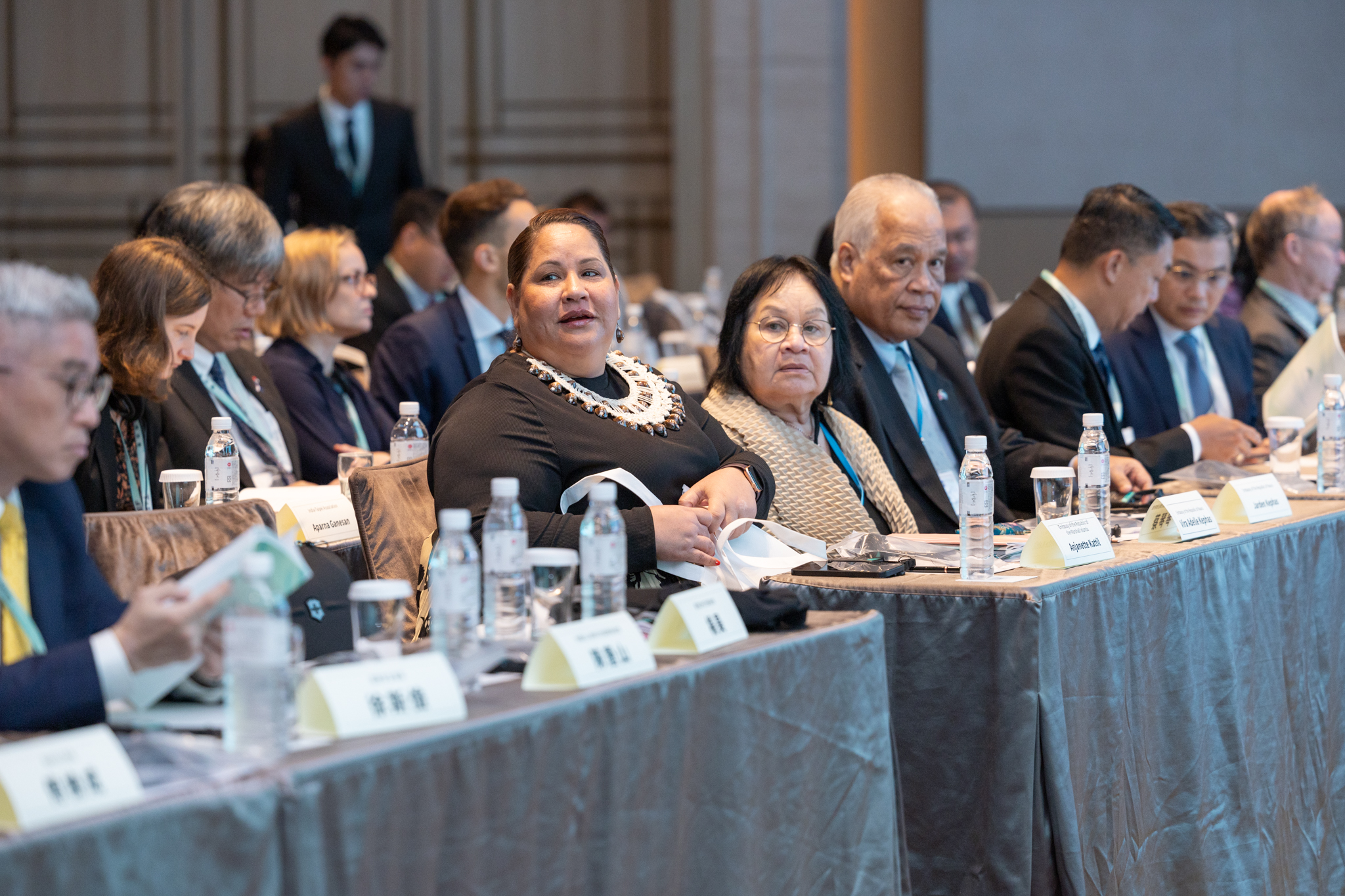
「玉山フォーラム2023」（2023玉山論壇）開幕式に出席するアンジャネット・カッティル大使（中央やや左の黒服の女性）

アンジャネット・カッティル（英語: Anjanette Kattil、繁体字中国語: 卡蒂爾）は、マーシャル諸島の外交官、大使。外務次官補、在中華民国大使館次席、外務次官を経て、2023年より在中華民国大使（駐台大使）を務めている。

## 経歴
2016年9月までカッティルは外務次官補として奉職し、9月7日には外務次官補離任と台湾赴任の挨拶のため在マーシャル諸島日本大使光岡英行を表敬訪問した。
2016年から2019年にかけて在中華民国マーシャル諸島大使館次席、うち特命全権大使不在時には臨時代理大使を務めた。
帰国後は2023年まで外務次官として奉職。
2023年8月30日、カッティルは蔡英文総統に信任状を捧呈して在中華民国大使（駐台大使）に就任した。